# Кучумов, Анатолий Михайлович
Анатолий Михайлович Кучумов (27 мая 1912, Лацкое, Ярославская губерния — 13 октября 1993, Пушкин, Санкт-Петербург) — советский искусствовед, заслуженный работник культуры РСФСР, хранитель Янтарной комнаты перед Великой Отечественной войной, хранитель и организатор послевоенного восстановления Павловского дворца, удостоенный за это Ленинской премии в 1986 году.

## Биография
Анатолий Михайлович Кучумов — выходец из простой крестьянской семьи. Он родился 27 мая 1912 года в селе Лацкое Мологского уезда Ярославской губернии. Затем его родители переехали в Ярославль, отец был столяром-краснодеревщиком, мать клеила футляры для знаменитой фабрики Фаберже.

### Ранние годы
В годы революции отец отправил мальчика на попечение тётки в Мологу. Тётя работала в местном музее, которым руководил выпускник Петербургской академии художеств В. В. Цицын. Вместе с ним Анатолий после Гражданской войны обследовал заброшенные усадьбы и церкви, собирая раритеты для крошечного местного музея. Так практически он приобщился к искусству и музейной работе. Окончив школу, Кучумов отправился к родителям, которые в 1927 году перебрались в Ленинград.
В 1930 году он устроился работать чернорабочим на склад и поступил учиться на электрохимика в Школу фабрично-заводского ученичества имени Л. Я. Карпова при Охтинском химическом заводе. Одновременно он записался на курсы по истории искусств для рабочей молодёжи при Государственном Эрмитаже. Слушатели могли посещать библиотеку Эрмитажа, где юноша старательно изучал книги по искусству, порой до самого закрытия в 22:00. Лекции курсистам читали ведущие научные сотрудники музея, они также давали студентам различные задания. Однажды по такому заданию холодной весной 1932 года Анатолий впервые приехал в Детское село ознакомиться с архитектурой дворцов. Гуляя по парку, он провалился в канал и промок. Его пригласила в свою сторожку обогреться смотрительница парка, сообщившая ему, что в музее набирают сотрудников и он может устроиться на работу.
В это время Кучумов отработал 3 месяца на Охтинском химическом заводе, однако по состоянию здоровья эта работа ему не подходила, поэтому предложение музейной смотрительницы было очень своевременным и вдохновляющим.
5 апреля 1932 года Кучумов поступил на должность инвентаризатора в дирекции Детскосельских и Павловского дворцов-музеев. Там он приобрёл первый опыт учёта и изучения ценностей, параллельно занимался на курсах музейных работников Управления дворцов и парков Ленсовета.
1 августа 1932 года его перевели на должность научно-технического сотрудника в Екатерининский дворец-музей под начало старшего научного сотрудника А.Матвеева. 20 октября того же года его назначили исполняющим обязанности библиотекаря научного отдела, а 7 января 1933 года он стал научным сотрудником II разряда дворца-музея, 1 апреля — экскурсоводом I разряда. Об этих годах он рассказывал: «Это был мир красоты. Жили трудно, но прожил бы так же…»
Во время работы он прошёл повышение квалификации на курсах музейных работников пригородных дворцов-музеев. 21 ноября 1935 года 23-летнего Анатолия Кучумова назначили исполняющим обязанности хранителя Екатерининского дворца-музея, где на его попечении оказалась и знаменитая Янтарная комната. Он влился в коллектив, объединённый общей идеей сохранения и восстановления исторических ценностей, а девизом самого Анатолия Михайловича можно считать случайно оброненную фразу: «Не для людей, а для дела».

### Хранитель Александровского дворца
6 ноября 1937 года его назначили хранителем Александровского дворца и парка, а в марте 1938-го — директором. К тому времени дворец сильно обветшал, к тому же в его левом корпусе располагался дом отдыха сотрудников НКВД, а на втором этаже правого крыла, где ранее располагались комнаты детей Николая II — детский дом. Музейные залы сохранились лишь в центральном корпусе. Кучумов решил восстановить исторический облик дворца, создав в нём мемориальный музей последнего русского императора и его семьи. Несмотря на уговоры коллег, Кучумов решил искать поддержки у И. В. Сталина, написав ему личное письмо. Сталин идею одобрил. Началась реставрация и восстановление облика дворца. Однако эту работу нарушила Великая Отечественная война.
Эвакуация коллекций пригородных дворцов Ленинграда целиком была невозможна, приходилось выбирать лишь самые ценные предметы и образцы для последующего восстановления. Планом предусматривалась эвакуация только 12 предметов из коллекции дворца, в которой было 72.554 вещи. Кучумов в течение недели организовал упаковку 800 предметов, включая люстры, ковры, фарфор, мебель и произведения из мрамора. Но всё вывезти было невозможно, поэтому, предвидя разграбление музея, Кучумов прошёл по залам дворца и сфотографировал их убранство, а также вырезал кусочки штофной обивки стен, мебели, портьер, вклеил всё это в альбомы, которые впоследствии хранил у себя до самой смерти. Впоследствии они помогли восстановить убранство дворца.

### Эвакуация
30 июня предназначенные для эвакуации ценности дворца были погружены в эшелон, ответственным сопровождающим которого был назначен А. М. Кучумов. Пунктом его назначения был Горький, где 31 июля 1941 года Анатолий Михайлович был назначен ответственным хранителем всех музейных ценностей, эвакуированных из пригородных дворцов Ленинграда, о чём ему было выдано 1 августа удостоверение Управления культуры Ленгорсовета № 58. Затем из-за угрозы бомбёжек ценности были переправлены дальше на восток, в Новосибирск, в новое здание только что построенного театра. Супруга Кучумова Анна Михайловна с трёхлетним сыном Феликсом смогла выехать к мужу только к осени, став помощницей в его работе вместе с ещё двумя коллегами.
Анатолий Михайлович несколько раз пытался уйти на фронт, но получал отказ, поскольку был юридически и материально ответственным лицом за сохранность вывезенных сокровищ, которые требовалось вернуть на место.

### Розыск похищенных ценностей
Кучумов вернулся в Ленинград уже весной 1944 года. Его назначили руководителем Отдела музеев и памятников при Управлении по делам искусств исполкома Ленгорсовета. Одновременно он был назначен главой правительственных комиссий для розыска похищенных гитлеровцами ценностей. Ещё ранее, когда Кучумов работал во дворцах Пушкина и Павловска, у него проявилась феноменальная зрительная память, позволявшая безошибочно узнавать предметы и вспоминать место, где они располагались. Это оказало коллективу реставраторов неоценимую помощь, о чём сотрудница музеев Петродворца М. А. Тихомирова вспоминала так: «Нам, „пригородникам“, ещё раз повезло: в нашей среде работал Анатолий Михайлович Кучумов — человек удивительного дарования и настоящей, живой любви к произведениям искусства. Каждый из нас хорошо и конкретно знал свой дворец, а остальные тоже знали, но не столь подробно. Он же знал все дворцы так, что работая в Пушкине, мог детально рассказать, какие предметы, какого происхождения стоят, например, в каждой комнате Гатчинского дворца. Со временем Анатолий Михайлович углублял свои знания, развивался в полную силу его удивительный дар. Во время его возвращения в Ленинград в 1944 году он особенно всех нас изумил, так как, заведуя сектором музеев в Управлении по делам искусств, успевал помогать буквально всем пригородам в предварительном комплектовании будущего внутреннего убранства дворцов, ещё находившихся в руинах. Тогда мы особенно оценили его необычайные знания: ведь он мог наизусть, полузакрыв глаза, перечислить предметы внутреннего убранства любой комнаты любого из наших дворцов и сказать, что сохранилось, а чему следует искать замену. Если у каждого из нас был „свой“ дворец, то у него, где бы он ни работал, они были все „своими“. И сейчас нет ни одного пригородного музея, где не было бы произведений искусства, найденных или спасённых Кучумовым».
В поисках похищенного из дворцов Кучумов объездил все деревни в окрестностях Ленинграда, особенно те, в которых помещались немецкие штабы, а также Прибалтику, куда привозили мебель и утварь из дворцов, картины и книги. В подвалах Рижского замка были обнаружены 2500 негативов из фототеки Павловского и Гатчинского дворцов-музеев, снятых в 1920-х-1940-х годах, которые затем позволили с максимальной достоверностью реставрировать бывшие императорские резиденции. Там же была обнаружена портретная галерея Гатчинского дворца из 465 картин. С территории Эстонии и Латвии в 1945 году было возвращено 15328 предметов, в том числе 916 картин русских и иностранных живописцев, 260 предметов мебели XVII—XIX вв., 35 единиц коллекционного фарфора, 20 скульптур, 4339 единиц графики, 1203 старинных книги, 68 предметов серебряной и медной утвари, 7986 камей XVIII века.
Несколько раз Анатолий Михайлович выезжал в Германию. Уникальные паркеты из Лионского зала и Зеркального кабинета Екатерининского дворца Кучумов разыскал под грудой зерна на берлинском элеваторе, часть архивных документов, дворцовой мебели и книг собрал на минном поле (к счастью, мины оказались противотанковыми и на вес человека не сработали). В эстонском Выру был обнаружен целый вагон похищенных музейных ценностей. Бронзовые статуи Геркулеса и Флоры работы Ф. Гордеева, из Камероновой галереи Царского Села, были обнаружены во дворе медеплавильного завода в саксонском городе Галле. Кучумов тщательно собирал не только целые предметы, но и фрагменты, детали: замки и шпингалеты дверей Лионского зала, цветные изразцы разбитых печей Екатерининского дворца. Из Берлина 10 вагонов обнаруженных музейных экспонатов были возвращены в Ленинград, 8 — на Украину, три — в Новгород. Благодаря командировкам Кучумова и его сотрудников были разысканы и возвращены экспонаты в Керченский археологический музей, Днепропетровский и Псковский музей, возвратились на исконное место иконостас и убранство Новгородского Софийского собора. В дворцы под Ленинградом было возвращено 6682 музейных предмета, больше всего в Гатчину — 3893 и Александровский дворец — 1542, а также в Екатерининский дворец — 575, в Павловский — 421, 251 предмет в Петергоф.
В октябре 1945 года А. М. Кучумов был утверждён в должности директора Центрального хранилища музейных фондов пригородов Ленинграда (ЦХМФ), которое было первоначально размещено в Александровском дворце.

### Поиски Янтарной комнаты

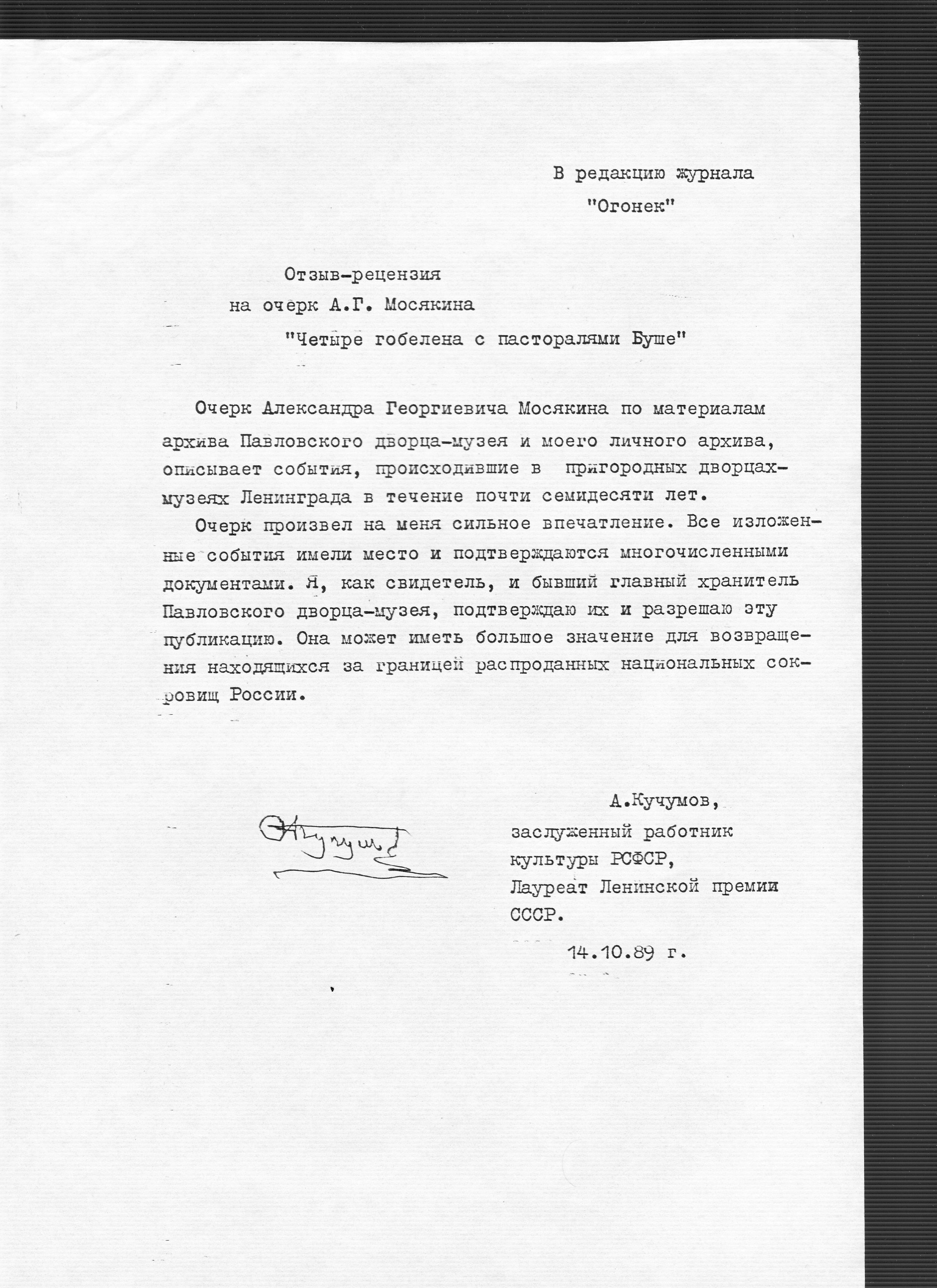
Рецензия А.Кучумова на книгу А.Мосякина о Янтарной комнате.

Множество предметов убранства Екатерининского дворца Кучумов обнаружил в Кёнигсберге и его замках, куда Кучумов впервые приехал весной 1946 года. Но главной целью его поисков была Янтарная комната. Допросив работников Кёнигсбергского замка, которые были свидетелями нахождения янтарных панелей в полночь 9 апреля 1945 г. при освобождении замка, Кучумов отверг версию немецкого директора музея Альфреда Роде, утверждавшего, что Янтарная комната погибла при пожаре. Затем он восстановил такую последовательность событий. Основная часть Янтарной комнаты, похищенной гитлеровцами осенью 1941 г. из Большого Екатерининского дворца под Ленинградом, стала меньшей по размерам «немецкой Янтарной комнатой» (так она именовалась в музейной (Дарственной) книге Кёнигсбергского замка), которая была собрана весной 1942 г. в одном из музейных залов этого замка. Уже в день взятия города советскими войсками она оказалась в руках одной из особых поисковых групп НКВД или «Смерша», занимавшихся в Кёнигсберге (как и по всей оккупированной Европе) поисками трофейных ценностей. Детали «немецкой Янтарной комнаты» были восприняты как немецкий трофей и переданы в соответствующий фонд, использовавшийся для расчётов с американцами по ленд-лизу на основе секретных договоров, не рассекреченных поныне. Как только Кучумов выяснил, что это была не «немецкая», а «русская» Янтарная комната, похищенная в России немцами, об этом было доложено в МГБ СССР, где с Кучумова взяли подписку о неразглашении государственной тайны. Такую же подписку взяли с московских профессоров А. Я. Брюсова и Д. Д. Иваненко, с немецкого профессора Г. Штрауса и всех лиц, причастных к поискам Янтарной комнаты в Кёнигсберге. Все они до самой смерти её хранили. Факсимиле документов из архива Кучумова были опубликованы в 2014 году в книге А. Г. Мосякина «Жемчужное ожерелье Санкт-Петербурга», а в 2015 году — в его же книге «Янтарная комната. Судьба бесценного творения», по которой весной того же года телекомпания «Останкино» сняла двухсерийный документальный фильм «Янтарная комната». Год спустя на телеканале «Звезда» С. К. Медведев сделал аналогичный фильм «По следам Янтарной комнаты». А ещё через год вышла ещё одна книга А. Г. Мосякина — «Прусское проклятие. Тайна Янтарной комнаты», в которой история поисков сокровища дополнена новыми фактами и событиями, а также рассказано о судьбе других частей легендарной Янтарной комнаты, первозданный вид которой погубила война.
Сам Анатолий Михайлович описал Янтарную комнату и её поиски, дав опровержение версии Роде, в одной из последних книг — «Янтарная комната», написанной и изданной в 1989 году в соавторстве с М. Г. Вороновым.

### В Павловском дворце
В 1951 году Кучумова перевели на должность главного хранителя в музей А. В. Суворова.
В 1955 году он вернулся в Центральное хранилище музейных фондов, где под его руководством было описано и учтено свыше 150 тысяч единиц хранения. После инвентаризации и сверки музейных фондов пригородных дворцов были выявлены и оценены потери, которые понёс каждый музей в результате гитлеровской оккупации.
В 1956 году в связи с его реорганизацией и слиянием с Павловским дворцом-музеем А. М. Кучумов стал его главным хранителем и начинает скрупулёзно воссоздавать исторические интерьеры, начиная с первых пяти залов, открытых для посетителей в 1957 году. Таким образом Павловский дворец стал первым из пригородных музеев, где после войны начала действовать экспозиция. Взамен утраченных предметов Анатолий Михайлович с коллегами находили новые, аутентичные эпохе и интерьеру.
10 лет заняло восстановление архитектурного объёма дворца, ещё 10 — восстановление убранства. Как научный руководитель реставрации А. М. Кучумов досконально знал декоративно-прикладное искусство, его называли истинным «вещеведом». В 1959 году под его руководством на третьем этаже Павловского дворца открылась первая экспозиция в СССР, посвящённая дворянскому быту как культурно-историческому явлению: «Костюм и портрет XVIII—XIX веков». Выставка была подготовлена в соавторстве с И. М. Гуревичем и стала революционным событием в советском музейном деле, проложив мостик между советской и исторической Россией.
В 1970 году почти все залы Павловского дворца-музей были открыты для экскурсантов в первозданной красоте. В 1970-е годы деятели культуры Ленинграда и сотрудники Эрмитажа обратились в ВАК с инициативой присвоить Кучумову научное звание доктора искусствоведения по совокупности его трудов и вкладу в науку, что в 1930-40-е годы практиковалось для действующих учёных довольно широко. Однако ВАК отказал.
Не написав диссертации, Кучумов отразил свой огромный опыт и знания в книгах, альбомах и научных статьях. Он создал первый обобщающий альбом «Павловск. Дворец и парк» (1976), который ныне стал библиографической редкостью. Попав в больницу с инфарктом, Анатолий Михайлович несколько месяцев болезни потратил на составление тематико-экспозиционного плана великолепной выставки «Русский жилой интерьер XIX века», в которую было включено более двух тысяч предметов. Экспозиция заняла семнадцать залов и дала исчерпывающую картину развития декоративного убранства русских дворцов и усадеб за столетие. По материалам выставки был подготовлен красочный альбом «Убранство русского жилого интерьера XIX века» (1977 г.).

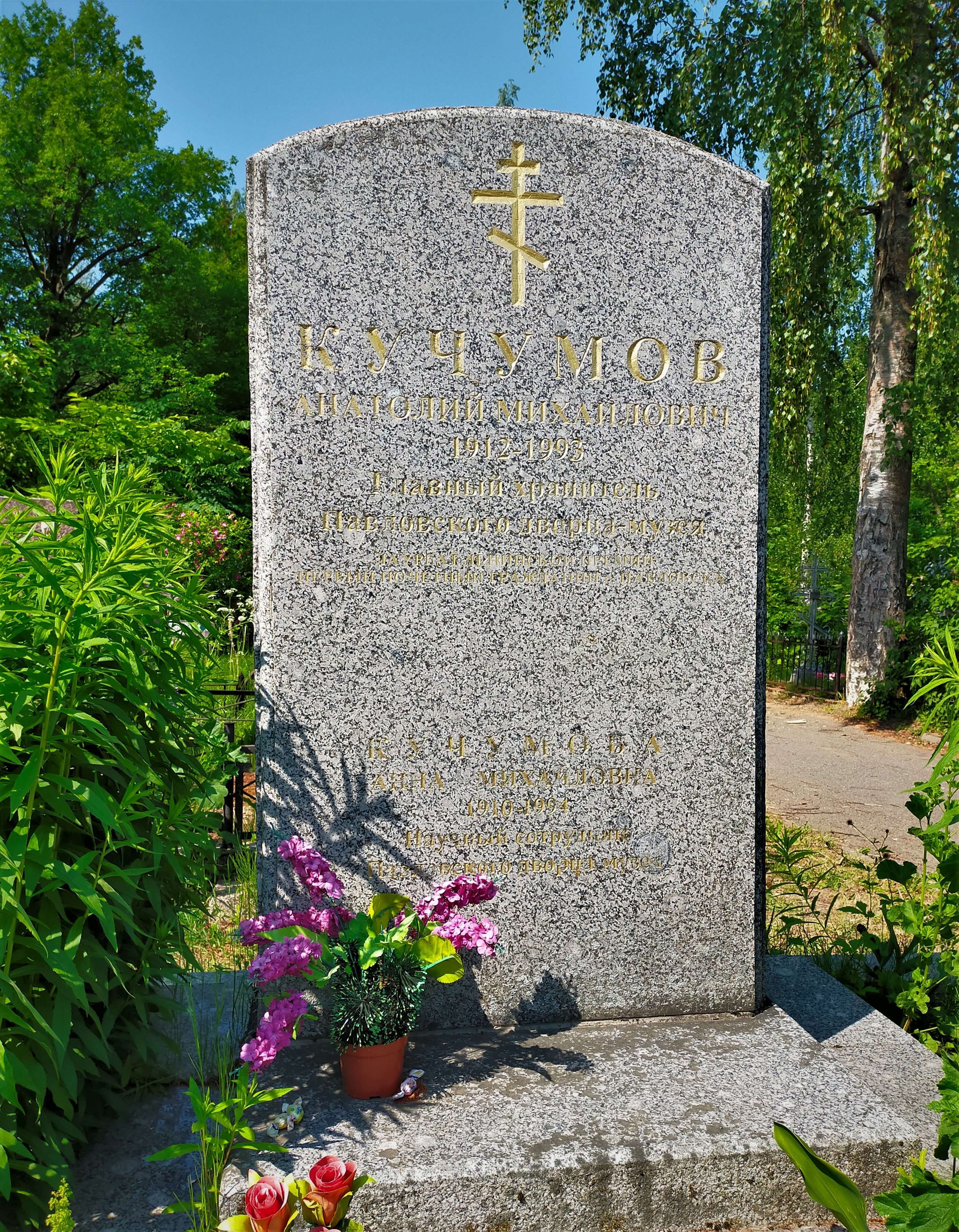
Могила А. М. Кучумова, Павловское кладбище

В 1977 году Анатолий Михайлович вышел на пенсию, а вскоре после этого перенёс тяжёлый инсульт, в результате которого почти утратил речь, была парализована правая половина тела. Гигантскими усилиями он вернулся к жизни и работе, научился писать левой рукой, чтобы продолжить работу над своими книгами по искусству. Супруга Анна Михайловна помогала ему, печатая на машинке надиктованные им на магнитофон тексты.
Подготовленный Кучумовым альбом «Русское декоративно-прикладное искусство XVIII — начала XIX века» (1981 г.) стал настоящей искусствоведческой энциклопедией. Путеводитель Кучумова по Павловску многократно переиздавался и популярен до сих пор.
В сентябре 1990 года созданное ученицей Кучумова Сюзанной Масси аристократическое Общество друзей Павловска стоя приветствовало на собрании в Греческом зале Павловского дворца Анатолия Михайловича, который въехал в зал в инвалидной коляске. Его комнату в Доме ветеранов-архитекторов в Пушкине украшали подаренные ему с дарственными надписями портреты Рональда Рейгана, Михаила и Раисы Горбачёвых, британского лорда Бедфорда. Ему писали письма со всех концов света.
А. М. Кучумов скончался 13 октября 1993 года и похоронен на старом кладбище в Павловске.

## Награды
- Медаль «За трудовое отличие» (21 июня 1957) — в ознаменование 250-летия города Ленинграда и отмечая заслуги трудящихся города в развитии промышленности, науки и культуры[6].
- А. М. Кучумову присвоено звание заслуженного работника культуры РСФСР[1].
- В 1986 году вместе с группой архитекторов, художников и реставраторов Кучумов за создание экспозиции Павловского дворца он был удостоен Ленинской премии. Он стал единственным искусствоведом в СССР, удостоенным этой высшей награды[3].
- В июне 1993 года Анатолий Михайлович стал первым почётным гражданином Павловска[3].

## Путеводители и альбомы
- А. М. Кучумов. «Павловск. Дворец и парк». Ленинздат, 1976.
- А. М. Кучумов. «Убранство русского жилого интерьера XIX века». 1977 г.
- А. М. Кучумов. «Русское декоративно-прикладное искусство XVIII — начала XIX века». Москва: «Художник РСФСР», 1981 г.
- А. М. Кучумов. "Государственный музей-заповедник «Павловск». Ленинздат, 1981.

## Память
Неизданные рукописи А. М. Кучумова были объединены и опубликованы уже посмертно коллегами по Павловскому дворцу в книге «А. М. Кучумов. Статьи. Воспоминания. Письма» (Санкт-Петербург, 2004).
В Павловске учреждена традиция научных конференций, посвящённых памяти А. М. Кучумова.
В Павловске именем Кучумова названа улица.
Ученица А. М. Кучумова, профессор Гарвардского университета Сюзанна Масси (долгие годы советник президента Рейгана по русским делам, научившая своего патрона русским поговоркам) основала Общество друзей Павловска, в которое вошли представители семейств Ротшильдов, Гетти, Фордов, английские аристократы, арабские шейхи, русские князья и дипломаты. С. Масси выпустила в США на основе материалов учителя книгу «Павловск. Жизнь русского дворца» (1990, первое издание в России в Санкт-Петербурге, 1997).
Книги А. Г. Мосякина о жизни и деятельности А. М. Кучумова и связанной с ним Янтарной комнате: За пеленой янтарного мифа. Сокровища в закулисье войн, революций, политики и спецслужб. Москва: РОССПЭН, 2008. — ISBN 978-5-8243-0951-5 (посвящена светлой памяти А. М. Кучумова); Жемчужное ожерелье Санкт-Петербурга. Дворцы, восставшие из пепла. Санкт-Петербург: Паритет, 2014. — ISBN 978-5-93437-405-2; Янтарная комната. Судьба бесценного творения. Санкт-Петербург: Амфора, 2015. — ISBN 978-5-367-03267-3 (допечатка: СПб: Пальмира, 2017. — ISBN 978-5-521-00375-4); Прусское проклятие. Тайна Янтарной комнаты. Санкт-Петербург: Пальмира, 2018. — ISBN 978-5-521-00932-9 (2-е изд. Москва: RUGRAM, 2020. — ISBN 978-5-517-02208-0); Эпоха и личность: Анатолий Михайлович Кучумов. Санкт-Петербург.: Genio Loci, 2021. — ISBN 978-5-903903-28-3.